# Amadé Aba
Pour les articles homonymes, voir Aba.
Amadé Aba ou Amadeus Aba, est un oligarque hongrois du royaume de Hongrie qui prit de facto le contrôle de régions au nord et au nord-est du royaume (correspondant de nos jours à des parties de la Hongrie, de la Slovaquie et de l'Ukraine). Il occupa à plusieurs reprises la fonction de palatin (en hongrois : nádor) : de 1288 à 1289, de 1290 à 1291, en 1293, de 1295 à 1296, de 1297 à 1298, puis de 1299 à 1301 et enfin de 1302 à 1310. Il est aussi juge suprême du Royaume de Hongrie à deux reprises : en 1283 et en 1289.

## Biographie
Amadé Aba est le fils de David Aba, du clan Aba. Ce dernier participe à la bataille de Marchfeld dans l'armée du roi Ladislas IV de Hongrie qui soutient l'empereur Rodolphe Ier du Saint-Empire contre le roi Ottokar II de Bohême (le 26 août 1278). Il combat les invasions des Coumans à partir de 1280 et reçoit pour ces services de la part du roi le comté de Ung en 1288.
Il est juge de la Cour royale (sorte de ministre de la Justice) entre 1283 et 1284 et porte six fois le titre de palatin de Hongrie entre 1285 et 1301. Il est l'un des plus fidèles sujets du roi André III de Hongrie, dernier roi de la dynastie Árpád. À la mort de ce dernier en 1301, de nombreux seigneurs hongrois, dont Amadé Aba, utilisent en même temps le titre de Palatin dans différentes régions du Royaume, et ce jusqu'en 1310.
Après la mort d'André III, tandis qu'un certain nombre de nobles entrent en lice pour le trône (dont Venceslas III de Bohême, Othon III de Bavière et Charles Robert de Hongrie) Amadé forme un territoire distinct politiquement et administrativement avec ses propriétés.
Amadé tient cour à Vizsoly et à Gönc et où il règne sur ses sujets avec des privilèges royaux. En 1304, il rend hommage comme vassal à Charles Robert d'Anjou, après avoir signé une alliance avec lui à Pozsony, ainsi qu'avec le duc de Styrie Rodolphe III de Habsbourg contre le parti du très jeune roi jeune Venceslas III de Bohême.
Il participe en 1307 comme palatin à l'assemblée de Rákos, durant laquelle Charles Robert de Hongrie est reconnu comme roi de Hongrie. Le roi est ainsi élu en 1308 et couronné en 1309. En 1310, la ville de Szeged négocie avec Ladislas Kán (en), voïvode de Transylvanie, le retour de la Sainte Couronne. Il est assassiné par des Saxons le 5 septembre 1311 à Kassa. Après sa mort, ses fils se retournent contre le monarque, Charles Robert, et s'allient à Máté Csák, autre oligarque, mais ils sont défaits à la bataille de Rozgony en 1312.
Sa fille épouse le bienheureux Móric Csák dit prince Maurice de Hongrie (hu).

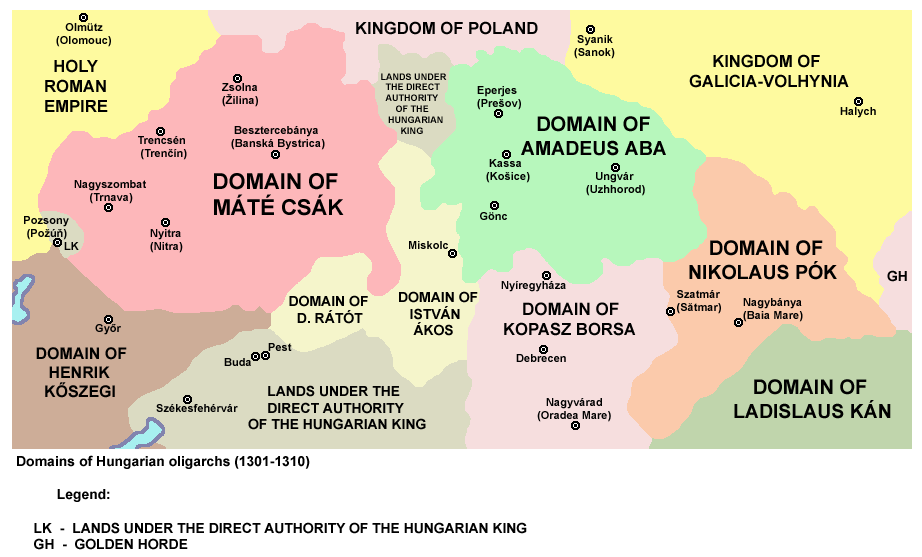
Domaines des oligarques hongrois (1301-1310).

## Source
- Élesztős László, Rostás Sándor, Magyar nagylexikon, Budapest, Akadémiai, 1993.